# Miliammellus
Miliammellus es un género de foraminífero bentónico de la familia Silicoloculinidae, del suborden Silicoloculinina y del orden Silicoloculinida. Su especie tipo es Miliammellus legis. Su rango cronoestratigráfico abarca desde el Mioceno superior hasta la Actualidad.

## Discusión
Algunas clasificaciones han incluido Miliammellus en la subfamilia Scutulorinae, de la familia Quinqueloculinidae, de la superfamilia Milioloidea, del suborden Miliolina y del orden Miliolida.

## Clasificación
Miliammellus incluye a las siguientes especies:
- Miliammellus legis